# Irena Hrstić
Irena Hrstić (Pula, 28. listopada 1969.) hrvatska je liječnica, gastroenterologinja, političarka te aktualna ministrica zdravstva u službi od 6. prosinca 2024.

## Životopis
Osnovno i srednje obrazovanje stekla je u rodnom gradu, nakon čega 1995. godine diplomira na Medicinskom fakultetu Sveučilišta u Zagrebu.
Profesionalnu karijeru započinje dvogodišnjim liječničkim stažem u Zavodu za gastroenterologiju KBC-a Zagreb. Nakon položenog stručnog ispita i volontiranja, specijalizira internu medicinu, a 2003. godine završava užu specijalizaciju iz gastroenterologije. S 33 godine postaje najmlađa gastroenterologinja u Hrvatskoj. Znanstveno se usavršava stjecanjem magisterija 2001. te doktorata znanosti 2008. godine na području biomedicine.
Tijekom karijere radila je u Domu zdravlja Dubrava (1995. – 1997.), KBC-u Zagreb (1997. – 2012.) te Općoj bolnici Pula (od 2012.). U pulskoj bolnici najprije obnaša funkciju voditeljice interne djelatnosti, a 2013. godine postaje ravnateljicom ustanove. Njeno ravnateljsko razdoblje obilježila je opsežna obnova i dogradnja bolnice, projekt dovršen 2022. godine.
Stručno se usavršavala na brojnim tečajevima u Hrvatskoj i inozemstvu, provevši ukupno devet mjeseci na kliničkom usavršavanju u Nizozemskoj, Kanadi i Njemačkoj. Autorica je više citiranih stručnih radova te poglavlja u knjigama i udžbenicima, posebice iz područja hepatologije. Članica je različitih savjetodavnih tijela i stručnih organizacija, a u dva mandata obnašala je dužnost tajnice Hrvatskog gastroenterološkog društva.
Politički je aktivna kao članica Hrvatske demokratske zajednice (HDZ) i predsjednica pulskog ogranka stranke. Na lokalnim izborima 2021. kandidirala se za županicu Istarske županije, osvojivši 18,1 % glasova, što predstavlja najbolji rezultat HDZ-a u toj županiji. U srpnju 2024. imenovana je državnom tajnicom u Ministarstvu zdravstva Republike Hrvatske. Upravljala je Ministarstvom zdravstva do stupanja na dužnost novog ministra nakon razrješenja Vilija Beroša. Dana 6. prosinca 2024. godine potvrđena je za ministricu zdravstva sa 77 glasova podrške i 62 glasa protiv u Hrvatskom saboru.